# Chondracris
Chondracris is een geslacht van rechtvleugeligen uit de familie veldsprinkhanen (Acrididae). De wetenschappelijke naam van dit geslacht is voor het eerst geldig gepubliceerd in 1923 door Uvarov.

## Soorten
Het geslacht Chondracris omvat de volgende soorten:
- Chondracris bengalensis Mungai, 1992
- Chondracris rosea De Geer, 1773